# Winona Lake
Winona Lake és una població dels Estats Units a l'estat d'Indiana. Segons el cens del 2000 tenia 3.987 habitants.

## Demografia
Segons el cens del 2000, Winona Lake tenia 3.987 habitants, 1.371 habitatges, i 972 famílies. La densitat de població era de 530,8 habitants/km².
Dels 1.371 habitatges en un 39,4% hi vivien nens de menys de 18 anys, en un 58,8% hi vivien parelles casades, en un 8,5% dones solteres, i en un 29,1% no eren unitats familiars. En el 23,3% dels habitatges hi vivien persones soles el 5,3% de les quals corresponia a persones de 65 anys o més que vivien soles. El nombre mitjà de persones vivint en cada habitatge era de 2,73 i el nombre mitjà de persones que vivien en cada família era de 3,25.
Per edats la població es repartia de la següent manera: un 28,8% tenia menys de 18 anys, un 10,2% entre 18 i 24, un 29,2% entre 25 i 44, un 18,8% de 45 a 60 i un 12,9% 65 anys o més.
L'edat mediana era de 32 anys. Per cada 100 dones de 18 o més anys hi havia 91,9 homes.
La renda mediana per habitatge era de 42.454 $ i la renda mediana per família de 50.817 $. Els homes tenien una renda mediana de 35.313 $ mentre que les dones 25.769 $. La renda per capita de la població era de 19.025 $. Entorn del 3,6% de les famílies i el 6,7% de la població estaven per davall del llindar de pobresa.

## Poblacions més properes
El següent diagrama mostra les poblacions més properes.